# Zibane Ngozi
Zibane Ngozi (né le 31 octobre 1992) est un athlète botswanais, spécialiste du 400 mètres.

## Biographie
Lors des Jeux olympiques de 2020 à Tokyo, il s'adjuge la médaille de bronze du relais 4 × 400 mètres aux côtés de Isaac Makwala, Baboloki Thebe et Bayapo Ndori en établissant un nouveau record d'Afrique en 2 min 57 s 27.

### Palmarès
| Date | Compétition          | Lieu       | Résultat | Épreuve   | Temps         |
| ---- | -------------------- | ---------- | -------- | --------- | ------------- |
| 2019 | Jeux africains       | Rabat      | 1er      | 4 × 400 m | 3 min 2 s 55  |
| 2021 | Jeux olympiques      | Tokyo      | 3e       | 4 × 400 m | 2 min 57 s 27 |
| 2022 | Jeux du Commonwealth | Birmingham | 2e       | 4 x 400 m | 3 min 1 s 85  |

### Records
| Épreuve | Temps   | Lieu   | Date            |
| ------- | ------- | ------ | --------------- |
| 400 m   | 45 s 63 | Nassau | 26 juillet 2019 |